# Five Leaves Left
Five Leaves Left, grabado en 1969, es el primer álbum de Nick Drake, un músico folk inglés. Para este disco, integrantes de los grupos británicos de Folk Rock Pentangle y Fairport Convention asistieron con las grabaciones del bajo y guitarra eléctrica. 
Se dice que el título de este disco proviene de un librillo de papel de fumar Rizla, en el cual había un mensaje advirtiendo que quedaban finalmente solamente cinco hojas. Algunos dicen[¿quién?] que esta idea fue dirigida a gente que fumaba cannabis, ya que se requería cinco hojas para liar a mano en forma de cigarrillo[cita requerida].

## Lista de canciones
| Lista de canciones Duración |                                  |            |          |  |
| N.º                         | Título                           | Autor      | Duración |  |
| 1.                          | «Time Has Told Me 4:27»          | Nick Drake |          |  |
| 2.                          | «River Man 4:21»                 | Nick Drake |          |  |
| 3.                          | «Three Hours 6:16»               | Nick Drake |          |  |
| 4.                          | «Way to Blue 3:11»               | Nick Drake |          |  |
| 5.                          | «Day is Done 4:49»               | Nick Drake |          |  |
| 6.                          | «Cello Song 2:19»                | Nick Drake |          |  |
| 7.                          | «The Thoughts of Mary Jane 3:22» | Nick Drake |          |  |
| 8.                          | «Man in a Shed 3:55»             | Nick Drake |          |  |
| 9.                          | «Fruit Tree 4:50»                | Nick Drake |          |  |
| 10.                         | «Saturday Sun 4:03»              | Nick Drake |          |  |

## Reconocimientos
| Publicación     | País        | Premio                                              | Año  | Puesto |
| --------------- | ----------- | --------------------------------------------------- | ---- | ------ |
| The Guardian    | Reino Unido | Los 100 mejores álbumes alternativos de la historia | 2009 | 5      |
| Rate Your Music | EUA         | Los 100 mejores discos de la historia.              | 2012 | 75     |

## Créditos
Nick Drake canta y toca la guitarra acústica en todos los temas si no se indica lo contrario.
- Time Has Told Me

Paul Harris - piano

Richard Thompson - guitarra eléctrica

Danny Thompson - bajo eléctrico
- River Man

Harry Robinson - arreglos de cuerda
- Three Hours

Danny Thompson - bajo

Rocki Dzidzornu - congas
- Way To Blue

Robert Kirby - arreglos de cuerda
- Day Is Done

Robert Kirby - arreglos de cuerda
- 'Cello Song

Clare Lowther - violonchelo

Danny Thompson - bajo

Rocki Dzidzornu - congas
- The Thoughts Of Mary Jane

Robert Kirby - arreglos
- Man In A Shed

Paul Harris - piano

Danny Thompson - bajo
- Fruit Tree

Robert Kirby - arreglos
- Saturday Sun

Nick Drake - piano

Danny Thompson - bajo

Tristram Fry - batería y vibráfono